# Bruno I de Brunswick
Bruno I de Brunswick, (* 960-980; † alrededor de 1014) era conde de Brunswick, y conde en Derlingau y Nordthüringgau. Bruno fue un miembro de la dinastía brunónidas. 

## Biografía
Los padres de Bruno eran probablemente el conde Bruno de Derlingau y su esposa Hildeswinde, la hija del conde Wichmann II. También se supone que habría sido el conde Liudolfo (muerto en 993). 
En 990, Bruno fue un miembro del ejército sajón que apoyó a Miecislao I, duque de Polonia, contra el duque Boleslao II de Bohemia, en Silesia. Bruno participó en las elecciones para el rey de los romanos de 1002 (después de la muerte de Otón III) como candidato y elector. Cuando su propia candidatura fracasó, apoyó al duque Herman II de Suabia, con cuya hija se casó en el mismo año. Bruno había sido considerado como un candidato legítimo, porque era una línea masculina relativa de Otón III.
Bruno fue muerto por Milo, conde de Ammensleben, en su propia casa.

## Matrimonio e hijos
En 1003|04, se casó con Gisela de Suabia, que más tarde se convirtió en la esposa del emperador Conrado II. Tuvieron los siguientes hijos:
- Liudolfo de Frisia (alrededor de 1003 - 23 de abril de 1038),
- una hija que casó con Thiemo II Conde de Formbach
- Gisela (* 1005), casada con Bertoldo, Conde de Sangerhausen